# Bob Esponja: Atrapados en el Congelador
Bob Esponja: Atrapados en el Congelador, es un videojuego de aventura disponible para Wii, PSP, NDS, y XBOX 360, y trata sobre la serie de Bob Esponja. Está perfilado como uno de los videojuegos más divertidos que se han visto en relación con productos dirigidos al sector infantil. Este videojuego tiene una rica variedad de movimientos, acciones, y situaciones que se irán dando a lo largo de la partida. Además, es uno de los videojuegos más vendidos de España.

## Sinopsis
Es el 117 Aniversario del Crustáceo Cascarudo y el Sr. Cangrejo le ha confiado a Bob Esponja la fórmula de la cangreburger, sin embargo, Bob Esponja deja la fórmula en alguna parte y luego es incapaz de acordarse dónde. 
Abrumado, Bob Esponja deberá viajar por sus recuerdos y, con la ayuda de sus amigos, rememorar sus momentos más felices con la esperanza de recordar donde dejó la fórmula.

## Objetivos
En este videojuego Bob Esponja y sus amigos están atrapados en el congelador. La única forma de calentarse y mantenerse con energías es jugando; tienes que completar los puzles de Bob Esponja en el congelador.

## Consola

### Wii

#### Controles

##### Controles de juego (Bob Esponja)
que propone a plakton

## Gráficos
El estilo visual recrea a la perfección los dibujos, diseños y colores de la serie de animación original. Sigue el característico humor de Bob Esponja y sus amigos, plasmado tanto en el desarrollo de los niveles como en las secuencias e imágenes, tal como en la serie de televisión. Tiene gran variedad de dacorados dentro de los límites aportados por la serie, y la profundidad hace que los niveles cuenten con muchos elementos de interacción.

## Música y sonido
Al tratarse de un juego que repasa algunos de los episodios más famosos de la serie de televisión, los desarrolladores han optado por emplear canciones bien conocidas. Los «fans» del personaje apreciarán que se han incluido temas musicales de anteriores juegos del personaje, cosa que pasa lo mismo con los efectos de sonido.

## Características generales
Estas son las características más destacadas del videojuego:
- Los momentos favoritos para los aficionados de Bob Esponja están incluidos en el juego, tomando muchos elementos memorables y divertidos de la serie animada de televisión.
- Nuevas habilidades de transformación: Bob Esponja puede convertirse en un mazo para golpear intrusos, una esponja que lanza líquido y paraliza a sus enemigos, o incluso un cañón con explosivos para apuntar y golpear objetos en la distancia.
- Juega como Bob Esponja o Plancton con un amigo en modo cooperativo en Wii. Todas las plataformas incluyen más de 150 preguntas tanto para novatos como expertos.
- Nuevos niveles: corre, salta y gira a través de 13 desafiantes niveles llenos de juego, de los cuales 12 son completamente nuevos. Ten cuidado con los personajes que ya conoces de la serie, han sufrido algunas transformaciones, y es que estos enemigos gigantes pueden hacer daño al caer.
- Explora el universo de Bob Esponja: visita los lugares más memorables y emocionantes de Bob Esponja, como por ejemplo, Bikini Bottom, el Crustáceo Crujiente, los campos de medusas, o incluso "Rock Bottom" mientras los jugadores disfrutan con todos sus personajes favoritos de los anteriores juegos de Bob Esponja.